# Metr katolicki
Metr katolicki, metr powszechny (z grec. μέτρον – miara, καθολικός – powszechny, wł. metro cattolico) – wzorzec długości opracowany przez jednego z prekursorów systemu jednostek metrycznych, Tytusa Liwiusza Burattiniego, oparty na wahadle matematycznym Galileusza. Nazwa ta pojawiła się w traktacie Misura Universale (wł. miara powszechna) opublikowanym w Wilnie w 1675 roku.
Dla przyspieszenia normalnego 1 metr katolicki = 0,99362 metra.

## Historia

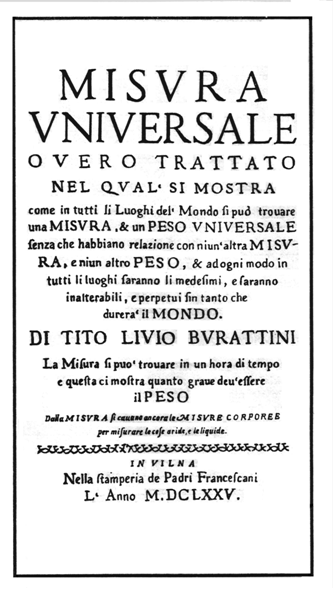
Strona tytułowa Misura Universale ze wstępem

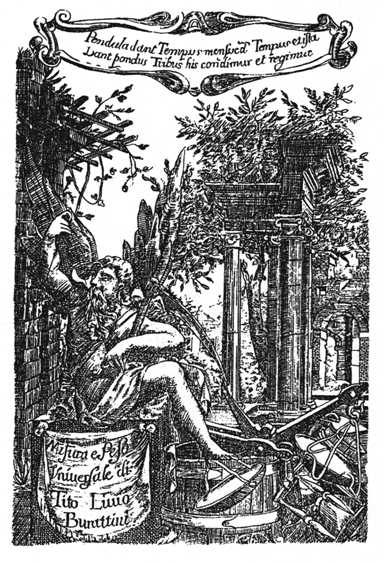
Ozdobna okładka traktatu Misura Universale

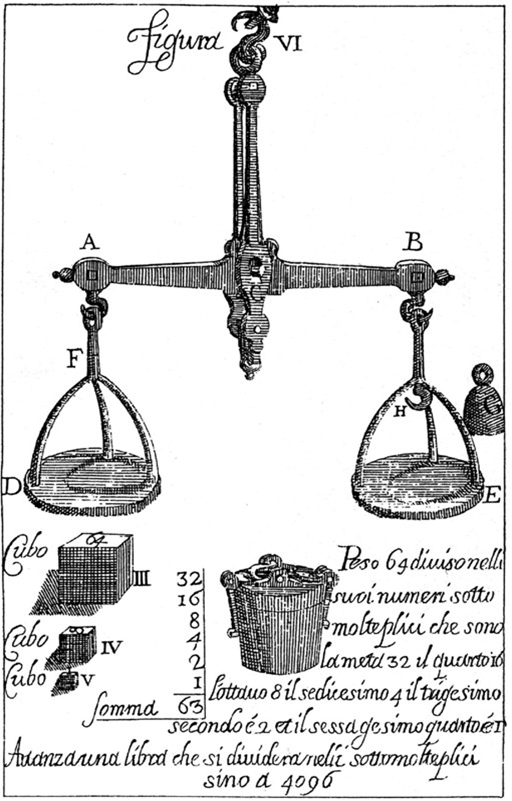
Wzajemne zależności jednostek miar – według Boratyniego. Zasada przejścia od metra katolickiego do innych jednostek miar

Odrębność jednostek miar stosowanych w przeszłości w poszczególnych krajach była traktowana jako świadectwo suwerenności i atrybut władzy monarchy. Długi czas tylko nieliczni zastanawiali się nad negatywnymi skutkami braku jednolitości między jednostkami miar i nad sensem wspólnej miary powszechnej. W 1875 r. przedstawiciele rządów siedemnastu państw podpisali w Paryżu traktat zwany Konwencją Metryczną, którego celem było wprowadzenie systemu metrycznego jako powszechnego i ogólnodostępnego.
Jednym z prekursorów systemu metrycznego był Tytus Liwiusz Burattini, współtwórca miary powszechnej – metra katolickiego, czyli powszechnego (od grec. καθολικός). Po osiedleniu się w Krakowie nawiązał kontakty z otoczeniem dworu Władysława IV i luminarzami ówczesnej myśli naukowej, w tym z Piotrem de Noyers, wszechstronnie wykształconym sekretarzem królowej i z księdzem Stanisławem Pudłowskim, rektorem Uniwersytetu Jagiellońskiego, profesorem prawa Akademii Francuskiej wykształconym we Włoszech i znakomitym uczonym. Na tle prowadzonych wspólnie z Pudłowskim dysput naukowych zrodził się u Boratyniego pomysł miary powszechnej, opartej na wahadle matematycznym Galileusza. Pomysł ten czasowo zarzucił, poświęcając się realizacji różnych wynalazków i pomysłów naukowych. Do tematu miary powszechnej wrócił dopiero po trzydziestu latach.
System zaproponowany przez Boratyniego był oparty na podstawowym wzorcu czasu i na dwóch stałych fizycznych: stałej grawitacji i gęstości wody (stałej). Stanowić one miały podstawę do otrzymania kolejnych wzorców: długości i masy. Przyjęcie takiej zasady wynikało ze spostrzeżenia, że wszystkie dotychczas stosowane miary są zmienne w czasie i uzależnione od różnych czynników zewnętrznych. W systemie tym Boratyni przyjął za wzorzec czasu – okres obrotu Ziemi, uznając go jako uniwersalny, dostępny, jednolity i ponadczasowy. Podwielokrotność jego uzyskał przy zastosowaniu wahadła i przyjęciu za oczywiste, że przyspieszenie ziemskie jest wielkością niezmienną.
Podstawą do otrzymania wzorca długości, nazwanego przez Boratyniego metrem katolickim stała się długość wahadła sekundowego. Nie wiedziano jeszcze wówczas, że długość tego wahadła zmienia się w zależności od szerokości geograficznej i innych czynników geofizycznych (pierwszym który zaobserwował to zjawisko był fr. astronom Jean Richer w 1672 r., lecz wyjaśnienie nastąpiło później).
Pudłowski (który pomysł miary powszechnej wywiódł od wahadła matematycznego Galileusza), a wraz z nim Boratyni, wyprzedzili myśl Krzysztofa Wrena, Roberta Hooke’a i Gabriela Moutona, którzy w 1666 r. publicznie rozważali możliwość wykorzystania wahadła jako wzorca długości. Boratyni, jako pierwszy na świecie opisał teorię miary powszechnej i opublikował w Wilnie w 1675 r. w traktacie Misura Universale… z charakterystycznym opisem zawartości na stronie tytułowej (tłumaczenie tytułu: Miara powszechna, czyli prawdziwy traktat, w którym ukazano jak można ustalić dla wszystkich miejsc na świecie miarę i ciężar powszechny, które nie byłyby zależne od żadnej innej miary i żadnego innego ciężaru i które w każdym miejscu na Ziemi miałyby taką samą wartość, były niezmienne i wieczne, aż do końca świata – przez Tytusa Liwiusza Burattiniego. Miarę można ustalić w ciągu jednej godziny – po czym wskaże nam ona ciężar. Z miary podstawowej uzyskuje się miary pochodne, służące do pomiaru ciał stałych oraz cieczy).
Autor w swym dziele przyznał, że teorię, opartą na długości wahadła sekundowego, rozwinął na podstawie idei Pudłowskiego, lecz to właśnie Boratyni po raz pierwszy użył określenia metr, którego po przeszło 100 latach powtórnie użyto i zastosowano we Francji (1791). Pierwszą część książki poświęcił omówieniu zasad budowy wahadła i danych dotyczących doboru surowców, obróbki elementów i wykonania całości. Wykonał próby i pomiary. Opisał prawa rządzące ruchem wahadła podając, że w eksperymentach jednostkę długości reprezentowało wahadło sekundowe, zmodyfikowane według jego pomysłu, o okresie wahań równym 2 sekundy i o długości wahadła zbliżonej do 1 m. Wyjaśnił sposób budowy wahadła i zasadę określania jego długości przy zastosowaniu obserwacji astronomicznych, zegarów mechanicznych i słonecznych. I te właśnie ostatnie dokonania są bez wątpienia oryginalnym wkładem Boratyniego do podstaw teorii miary powszechnej. Reszta jednostek miała być powiązana z metrem katolickim w jeden logiczny system, analogiczny do dzisiejszego systemu metrycznego, chociaż nie dziesiętny.
Boratyni przyjął podział metra na 16 części. W celu przejścia od metra do jednostki objętości zaproponował wykonanie sześcianu o objętości V, którego krawędź stanowiłaby 1/16 metra katolickiego. Kryteria takiego podziału oparł na pierwszych czterech potęgach liczby 2. Zalety podziału polegały na uproszczeniu stosunków między podwielokrotnościami długości, powierzchni, objętości i masy, względem kryteriów dwunastkowych wówczas stosowanych. Przechodząc z jednostki długości na jednostkę masy, Boratyni przyjął, że będzie nią ciężar wody mieszczącej się w sześcianie i nazwał ciężarem katolickim. Przy zastosowaniu metra katolickiego i jego podwielokrotności można otrzymać sześciany, z których jeden, przy założeniu, że gęstość wody jest wielkością stałą, stanowi wzorzec masy.
Zasługą Boratyniego jest, że miarę uniwersalną po raz pierwszy nazwał metrem, szczegółowo opisał zjawiska i zależności prowadzące do ustalenia jednostek: powierzchni, objętości i czasu. Obmyślił zastosowanie odpowiednich przyrządów i wzorców oraz wykonał konkretne pomiary a całość prac ogłosił drukiem. Podał też sposoby wprowadzenia w życie wspomnianych jednostek.
Jego traktat był pierwszym dziełem poświęconym w całości metrologii. Od współczesnych mu badaczy wyróżniało Boratyniego wielkie przywiązanie do dokładności pomiarów, a znajomość rozwiązywania problemów konstrukcyjnych i technologicznych świadczy o wielkim talencie inżynierskim, dystansując go od wszystkich współczesnych mu badaczy. Tym większa jest zasługa Boratyniego, że pomysł miary powszechnej powstał w Polsce, z dala od ówczesnych ośrodków myśli naukowej.